# Hautvillers-Ouville

Hautvillers-Ouville este o comună în departamentul Somme, Franța. În 1 ianuarie 2022 avea o populație de 543 de locuitori.